# Nammer Lager

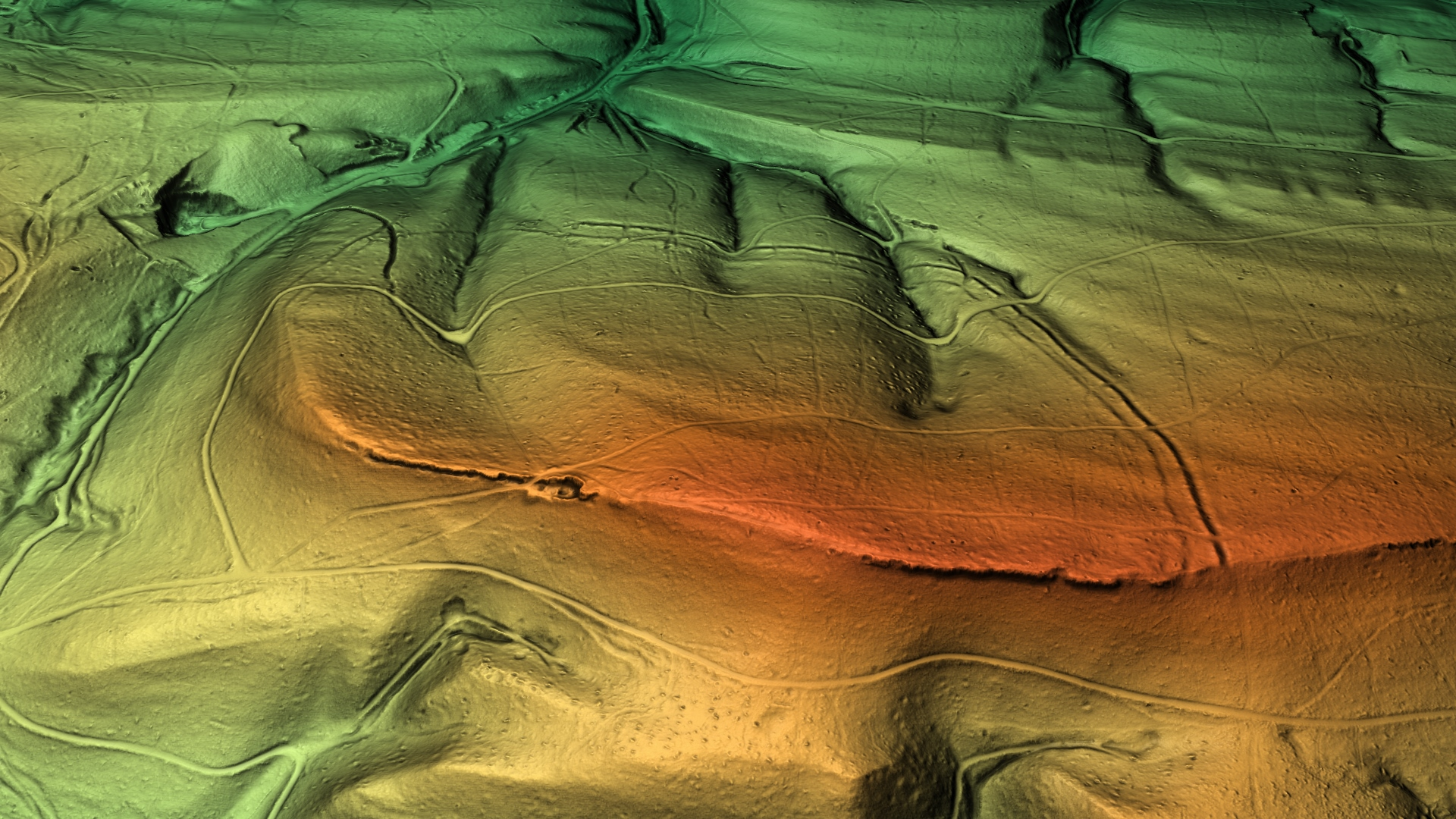
3D-Ansicht des digitalen Geländemodells

Das Nammer Lager ist ein kulturhistorisch bedeutendes Bodendenkmal aus vorchristlicher Zeit. Die Wallburg befindet sich am Westanfang des Wesergebirges, oberhalb der namensgebenden Ortschaft Nammen. Nammen ist ein Ortsteil der Stadt Porta Westfalica.
Es ist eine der fünf Ringwallanlagen, die sich vom westlichen Ende des Wiehengebirges bis zum Süntel erstrecken. Ihre Erbauungs- und Belegungsphase ist vom 3. bis zum 1. Jahrhundert v. Chr. während der sogenannten vorrömischen Eisenzeit. Historiker sprechen auch von der keltischen La-Tène-Zeit als Kulturepoche. Ebenso weist der Teutoburger Wald als südlicher Parallelhöhenzug vier solcher Fliehburgen auf. Die Entfernung zueinander beträgt etwa einen Tagesmarsch.
Das Nammer Lager wurde 1897 von dem Hausberger Arzt Eduard Braun entdeckt. Erstmals erforscht wurde das Ringwallsystem von dem Bündener Heimatforscher Friedrich Langewiesche zu Anfang des 20. Jahrhunderts. 1983 erfolgten weitere archäologische Untersuchungen.
Die Besonderheit des Nammer Lagers liegt in seiner geografisch-strategischen Lage, seiner für hiesige Verhältnisse enormen Größe, seiner einmaligen Nutzung während der La-Tène-Zeit und vielleicht in seiner Funktion als Bindeglied zweier Kulturen.

## Infrastruktur

### Geografische Lage
Der Weserdurchbruch Porta Westfalica ist seit jeher ein wichtiger geographischer, strategischer und wirtschaftlicher Ort Westfalens. Hier verlässt die Weser den Mittelgebirgsraum und tritt in die Norddeutsche Tiefebene ein. Aus allen Richtungen bündelten sich Handelswege bei der Porta Westfalica.
Das Nammer Lager ist von der „Westfälischen Pforte“ und den Weserfurten bei Eisbergen, Vlotho und Minden weniger als fünf Kilometer Luftlinie entfernt.

### Die Wallburg
Die nach Norden abfallende Fluchtburg umfasst eine Fläche von 25 ha. Im Norden und Osten wird sie durch einen doppelten Wall mit vorliegendem Graben begrenzt. Auf der Südseite dienen Felswände und Klippen als Schutz. Zum sich stark westlich neigenden Lehmsiek wurde nur eine Wallung benötigt. Hier am nordwestlichen Eckpunkt liegt auch der einzige Toreingang der Anlage. Im Innenraum befinden sich drei Quellmulden mit ausreichender Kapazität.

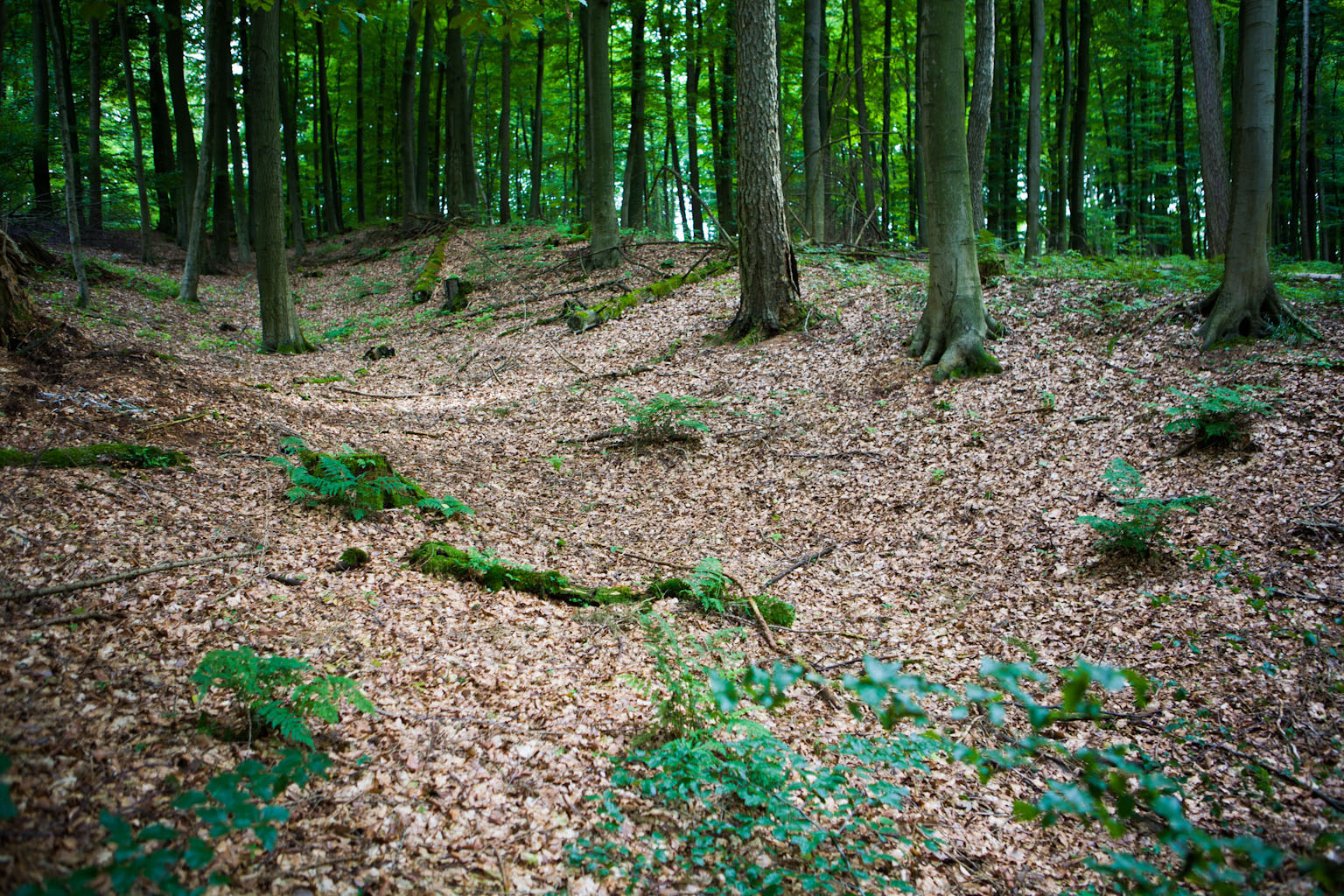
Nammer Lager (Wallreste)
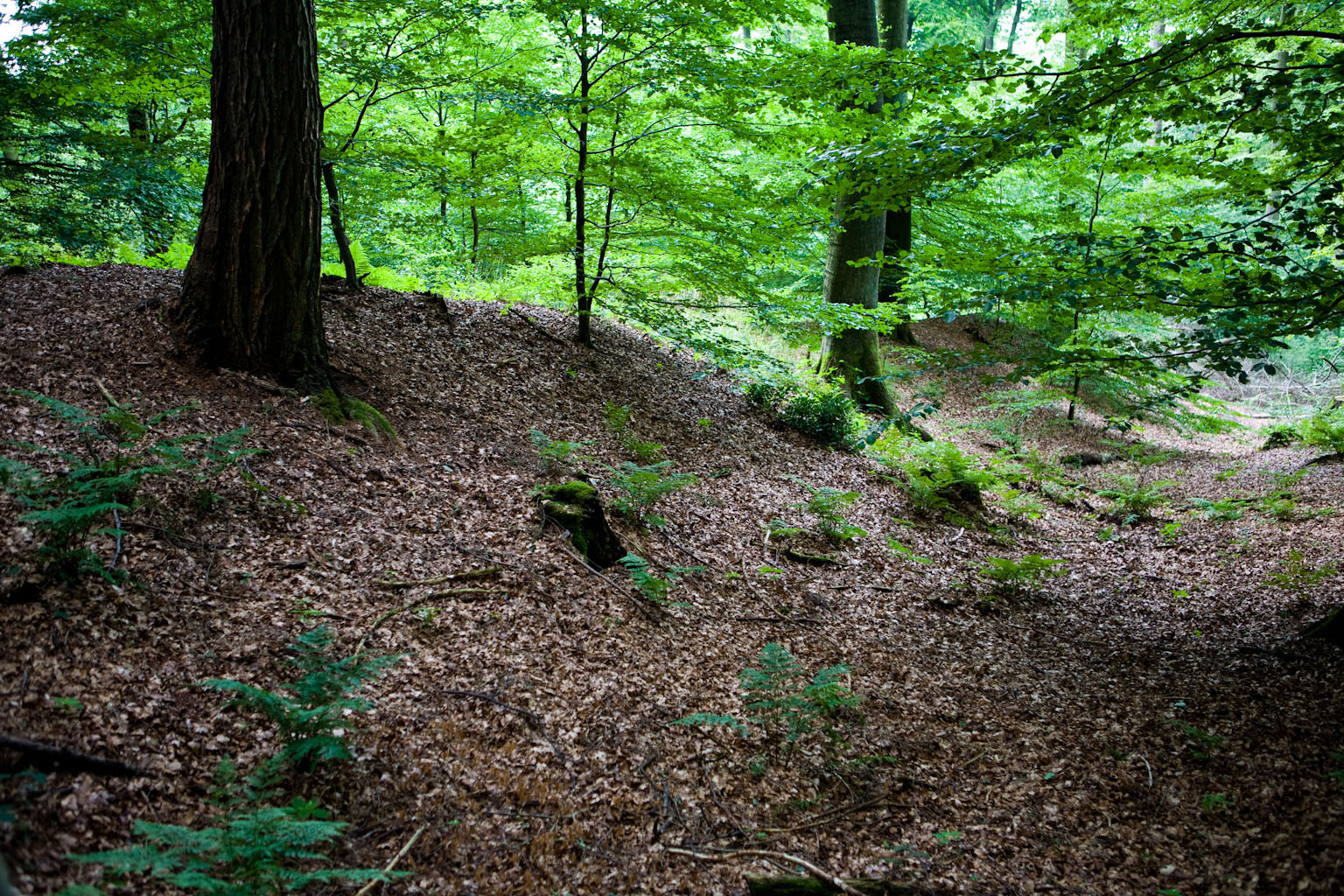
Nammer Lager (Wallreste)

## Relation der ostwestfälischen Wallburgen

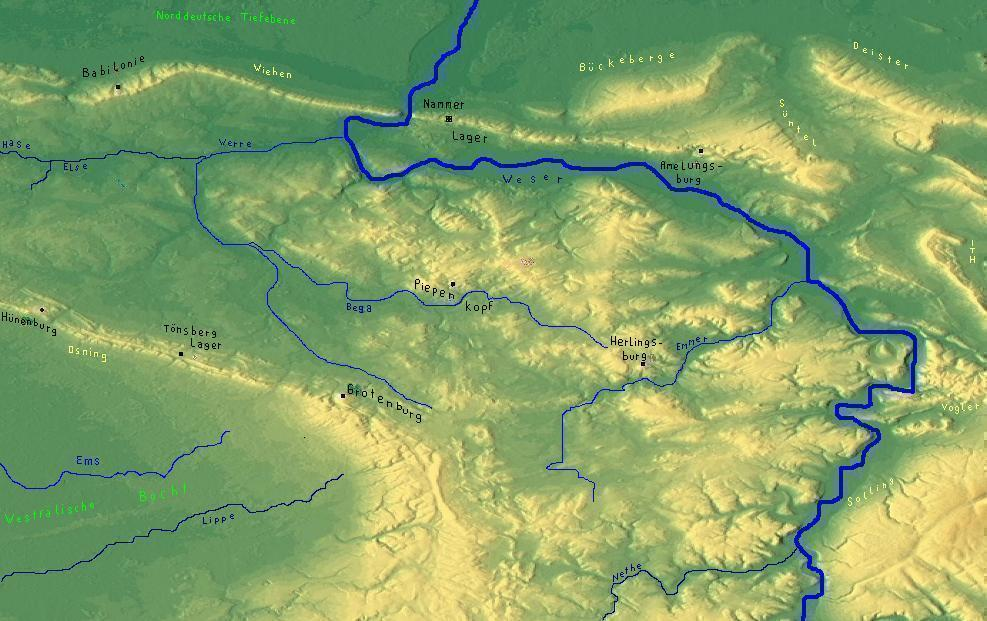
„Keltische“ Wallburgen im Weserbogen

Im Uhrzeigersinn werden im Folgenden alle latènezeitlichen Höhensiedlungen aufgeführt vom Westen des Wiehengebirges bis zum Westende des Osnings, mit der entsprechenden Größe in Hektar. Die Schnippenburg (16 ha) gefolgt von der Babilonie (12 ha) und der Dehmer Burg (8 ha) im Wiehen bilden den Anfang. Der Süntel verfügt über die Amelungsburg (15 ha). Der Teutoburger Wald ist mit der Detmolder Grotenburg (11 ha), dem Oerlinghauser Tönsberg Lager (15 ha), Bielefelds Hünenburg (3 ha) und dem Schweinskopf (Tecklenburger Land) vertreten. Im Lipper Bergland sind noch Herlingsburg (6 ha), Rodenstatt (12 ha) und Piepenkopf (7 ha) zu nennen. Sie alle verfügen nur über einen Brunnen oder eine Auffang- bzw. Quellmulde.
Der fächerförmige Angelpunkt dieser „keltischen“ Enklave scheint das Nammer Lager gewesen zu sein.
Der Kontakt zu den sich am nächsten befindlichen keltischen Wallanlagen am Rande dessen eigentlichen Gebietes, im Lahntal und in der Wetterau, ist vermutlich über Höhenwege erfolgt. Hier zu nennen sind Christenberg, Dünsberg und der Glauberg.

## Bindeglied zwischen Germanen und Kelten?

Ausbreitung der Kelten

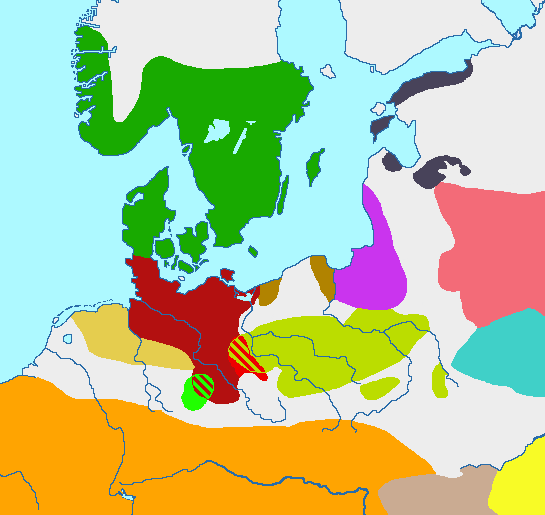
Harpstedt-Nienburger Kulturgruppe (beige) in Niedersachsen mit den sich bildenden Germanen

### Kulturen
Funde von Steinwerkzeugen im Naturschutzgebiet Nammer Klippen (Südseite) sind ein Indiz für die Nutzung in der Jungsteinzeit (ab dem 4. Jahrtausend v. Chr.). Die eisenzeitliche Nutzung beschränkt sich auf den Zeitraum vom 3. bis zum 1. Jahrhundert v. Chr. und endet dann abrupt. Die Ursache hierfür ist in dem Vordringen der protogermanische Harpstedt-Nienburger Kulturgruppe in die Münsterländische Bucht zu suchen. Alle aufgeführten Wallburgen werden verlassen, manche sogar geschleift, auch nach vorangegangener Brandzerstörung.
Die im Nammer Lager vorgefundenen Tongefäßscherben und seine Befestigungstechnik weisen eindeutige keltische Stilelemente auf. Ob es sich bei den Bewohnern nun um Kelten gehandelt hat oder um eine alteingesessene Bevölkerung, die lediglich ihren epochalen Stil benutzt hat, ist zurzeit noch nicht zu klären. Die keltische Einflusssphäre endet im Norden am Wiehen- und Wesergebirge, weiter nördlich ist von ihr noch nichts gefunden worden.

### Handel
Bezeichnend für die typische Lage einer La-Téne-zeitlichen Wallburg sind Eisenerzvorkommen und Holzreichtum. Beides war an der „Westfälischen Pforte“ im Überfluss vorhanden, wie die Nachbargemeinde Kleinenbremen aufzeigt. Eisen und daraus weiterführende Produkte sind ein Beleg für diese umfangreiche Handelsniederlassung und frühe Vorgängerin Mindens.
Handel wurde in alle Himmelsrichtungen betrieben, auch durch die Weser mit den sich herausbildenden germanischen Stämmen und deren Produkten, zum Beispiel Salz.